# Lars Bällsten
Lars Andreas "Totte" Bällsten, född 19 januari 1974 i Ystad, är en svensk frilansande serietecknare. Han är Bamsetecknare sedan 1997 och tidningen Bamses huvudsaklige omslagstecknare sedan 2001. Dessförinnan arbetade han några år för Ystads Allehanda, som tecknare bakom serierna Träningsvärk och Utopia, samt på annonsavdelningen.
Karaktären Totte i Tony Cronstams serie Elvis är uppkallad efter Bällsten.

## Bamse-serier till manus av Rune Andréasson
Lars Bällsten har tecknat en stor andel av de "PM-serier" som Bamses skapare Rune Andréasson (1925–1999) skrev manus till under åren 1995–1998 och som denne avsiktligen lämnat efter sig för postumt bruk. PM-serierna originalpublicerades 2001–2015, med Bällsten som tecknare från och med utgivningsåret 2002. Bällsten bildsatte 21 (av 61) avsnitt som tillsammans omfattade 223 (av totalt 738) sidor – det vill säga 34 procent av episoderna respektive 30 procent av sidorna.
Han har även tecknat serien "Bamse och den röda jaguaren" (2015) efter ett gammalt kasserat manuskript från 1986.
| År   | PM | Titel                                                    | sid | Tusch           | 1:a publicering (i Bamse om ej annat anges) | 1:a publicering (i Bamse om ej annat anges) |
| År   | PM | Titel                                                    | sid | Tusch           | publikation                                 | sidnr                                       |
| ---- | -- | -------------------------------------------------------- | --- | --------------- | ------------------------------------------- | ------------------------------------------- |
| 2002 | 12 | God bensin                                               | 3   | Ann Härdfeldt   | #349 (1/2002)                               | 22–34                                       |
| 2002 | 10 | Något sjukt                                              | 9   | Ann Härdfeldt   | #355 (7/2002)                               | 26–38                                       |
| 2003 | 21 | Special-morötter                                         | 5   | Ann Härdfeldt   | #372 (6/2003)                               | 22–26                                       |
| 2003 | 22 | Världens bästa kiv-kompisar                              | 6   | Ann Härdfeldt   | #376-377 (10-11/2003)                       | 36–41                                       |
| 2004 | 51 | I faraos tid                                             | 19  | Ann Härdfeldt   | #397 (13/2004)                              | 3–21                                        |
| 2005 | 28 | Vilda västern "är ej som förut"                          | 17  | Ann Härdfeldt   | #410 (8/2005)                               | 3–19                                        |
| 2006 | 44 | Rymd-ruskigt                                             | 15  | Ann Härdfeldt   | #423 (4/2006)                               | 3–17                                        |
| 2006 | 36 | Pingo och Pinga                                          | 8   | Bernt Hanson    | #429 (9/2006)                               | 18–25                                       |
| 2006 | 37 | Glass-Pingo och Krösus sork                              | 8   | Bernt Hanson    | #430-431 (10-11/2006)                       | 24–31                                       |
| 2006 | 29 | Vargen rånar en gammal tant                              | 6   | Ann Härdfeldt   | #434 (14/2006)                              | 22–27                                       |
| 2010 | 20 | Mård-Lisa                                                | 7   | Ann Härdfeldt   | #507 (15/2010)                              | 14–20                                       |
| 2012 | 30 | Mickelina och choklad-asken                              | 10  | Bernt Hanson    | #531 (3/2012)                               | 24–33                                       |
| 2012 | 23 | Tjuren är lös                                            | 7   | Ann Härdfeldt   | #539 (11/2012)                              | 27–33                                       |
| 2013 | 35 | Bamse och Skalmans släktingar                            | 18  | Bernt Hanson    | #550-551 (4-5/2013)                         |                                             |
| 2013 | 48 | Katten Janson går till väders – och kommer inte tillbaka | 12  | Kerstin Hamberg | #553 (7/2013)                               |                                             |
| 2014 | 53 | En hemsk ballong-färd                                    | 14  | Bernt Hanson    | #569-570 (5-6/2014)                         | 52-65                                       |
| 2015 | 54 | Kuling och Fuling – 2 drakar                             | 14  | Bernt Hanson    | Bamsebiblioteket: PM-serierna vol. 4 (2015) | 100–113                                     |
| 2015 | 60 | Krakeli-brakel                                           | 10  | Bernt Hanson    | Bamsebiblioteket: PM-serierna vol. 4 (2015) | 173–182                                     |
| 2015 | 61 | Ensamma ungar och fyra farliga filurer                   | 9   | Bernt Hanson    | Bamsebiblioteket: PM-serierna vol. 4 (2015) | 185–193                                     |
| 2015 | –  | Bamse och den röda jaguaren                              | 23  | Bernt Hanson    | Bamsebiblioteket: PM-serierna vol. 4 (2015) | 201–223                                     |